# Chloris berazainiae
Chloris berazainiae là một loài thực vật có hoa trong họ Hòa thảo. Loài này được Catasús mô tả khoa học đầu tiên năm 1985.